# هو تو درس ول
هو تو درس ول (به انگلیسی: How to Dress Well) هنرمند چندرسانه‌ای، خواننده-ترانه‌پرداز و تهیه‌کننده اهل بولدر، کلرادو می‌باشد. وی انتشار موسیقی را حوالی سال ۲۰۰۹ و از طریق بلاگ خود شروع کرده‌است.